# Зайцева, Дарья Петровна
Да́рья Петро́вна За́йцева (1870, Богослово, Рязанская губерния — 14 марта 1938, Бутовский полигон) — святая Русской православной церкви, причислена к лику святых как преподобномученица в 2003 году.

## Жизнеописание
Родилась в крестьянской семье в 1870 году. В возрасте девятнадцати лет поступила послушницей в Аносин Борисоглебский монастырь, где пробыла до его закрытия в 1928 году. После этого проживала и трудилась при Знаменской церкви села Холмы Истринского района Московской области. Избрана старостой этого храма в 1934 году.
В годы гонений на церковь на женщину поступил донос: якобы она продаёт лампадное масло и Святую воду. В 1938 году были допрошены свидетели, негодовавшие, что послушница ведёт божественные разговоры и недолюбливает советскую власть. 3 марта Дарью арестовали, 8 марта тройкой при УНКВД по Московской области по обвинению в «активной контрреволюционной агитации, высказывании пораженческих настроений о падении Советской власти», по статье 58-10 Уголовного кодекса РСФСР приговорена к расстрелу и вскоре переведена в Таганскую тюрьму.
14 марта 1938 года расстреляна на Бутовском полигоне.
21 июля 1989 года реабилитирована Прокуратурой Московской области.
12 марта 2002 года канонизирована (причислена к лику святых) Архиерейским собором Русской православной церкви 2000 года, определением Священного синода от 12 марта 2002 года.
Днём церковного памятования определён день мученической кончины 1 (14) марта.